# Josef Karas (atlet)
Josef Karas (* 20. srpna 1978 Olomouc) je bývalý atlet – vícebojař. Dlouho žil v Kanadě. Trénoval spolu se slavnými českými reprezentanty Romanem Šebrlem a Tomášem Dvořákem. Jeho osobní rekord v desetiboji z roku 2007 má hodnotu 7922 bodů. Dvakrát se stal držitelem mistrovského titulu ČR v této disciplíně. V roce 2010 získal 2. místo na prestižní soutěži mužských modelů Mister World v Jižní Koreji. Dnes se věnuje zejména modelingu a sportovnímu konzultantství.